# Pentney
Pentney – wieś i civil parish w Anglii, w hrabstwie Norfolk, w dystrykcie King’s Lynn and West Norfolk. Leży 52 km na zachód od Norwich i 140 km na północ od Londynu. Miejscowość liczy 387 mieszkańców.